# Museu de la Mineria i de la Indústria
El Museu de la Mineria i de la Indústria (MUMI) és un museu situat a L'Entregu, al conceyu de Samartín del Rei Aurelio, a Astúries. una de les localitats asturianes de major tradició minera. És un dels centres culturals més visitats d'Astúries, i rep uns 60.000 visitants anuals. Posseeix, així mateix, una col·lecció important d'objectes històrics relacionats amb la mineria.
S'hi arriba des de l'Autovia del Cantàbric (A8) des de Gijón; des d'Oviedo (Autovies A-63 procedent de l'oest i A-66 procedent del nord i sud). L'Entregu és proper a Llangréu.

## El museu
L'edifici està format per un gran cos central de forma cilíndrica amb la torre del castellet i que per mitjà d'un ascensor connecta el museu amb el duplicat de la mina; les naus laterals tenen sales d'exposicions i serveis complementaris com sala d'actes, cafeteria i tendes.
A la planta baixa una sèrie de maquetes de materials i aparells del segle xvi al XVIII. Dins del museu es troba una notable col·lecció de mineralogia asturiana (col·lecció Fernándes-Buelga) i la col·lecció cientifica del MUMI (balances, microscopis, colorímetres, i la reconstrucció d'un laboratori químic). Hi ha la reconstrucció de les infermeries de Minas de Loeres, Figaredo i altres, amb l'utillatge mèdic. També una reproducció d'una casa de condícia que tenia una destacada part en la relació social. Hi ha una important col·lecció de llums de miners. Els estris de la brigada de salvament inclouen la primera ambulància, mascares anti-gas, gàbies per detectar grisu, vestits de rescatadors, etc.
El duplicat de la mina està fet a escala natural amb tots els elements principals com el transport interior, l'extracció; la visita a la mina està guiada per un monitor.
El total de la visita és de dues hores i mitja i el museu obre cada dia menys els diumenges a la tarda i el dilluns tot el dia (d'octubre a juny es tanca durant dues hores a l'hora de dinar i una hora més aviat al capvespre).